# هنري بي. سميث الثالث
هنري بي. سميث الثالث هو قاضي ومحامي وسياسي أمريكي، ولد في 29 سبتمبر 1911 في نورث توناواندا في الولايات المتحدة، وتوفي في 1 أكتوبر 1995 في واشنطن العاصمة في الولايات المتحدة. نشط حزبياً في الحزب الجمهوري. وقد انتخب عضو مجلس النواب الأمريكي ‏.